# Michael Lonsdale
Michael Lonsdale (født 24. maj 1931 i Paris, død 21. september 2020) var en fransk skuespiller. Michael Lonsdale var dog også af britisk herkomst.

## Biografi
Lonsdale var nok bedst kendt for sin rolle som Sir Hugo Drax i James Bond-filmen Moonraker fra 1979. Han spillede dog også store roller som detektiven Lebel i Sjakalen samt Robert de Niros redningsmand i Ronin. I 2005 spillede han en stor rolle i Steven Spielberg-filmen, München. En sjov detalje er, at Michael Lonsdale siden sin rolle i en Bond-film ofte spillede sammen med andre Bond-skuespillere i helt andre film. I Ronin spillede han sammen med Sean Bean og Jonathan Pryce, der også begge har spillet Bond-skurke, i München spillede han overfor Daniel Craig, den seneste skuespiller til at spille selve James Bond-rollen, og i Rosens navn over for Sean Connery.